# Robert Douglas (comte de Skenninge)
Pour les articles homonymes, voir Robert Douglas.
Robert Douglas est né le 17 mars 1611 en East Lothian, Écosse et mort le 18 mai 1662 à Stockholm). Il fut comte de Skenninge, Baron de Skalby, et général de la cavalerie écossaise durant la guerre de Trente Ans, puis feld-maréchal de 1657 à 1662 durant les guerres suédo-polonaises qui suivirent,.